# Агульяро
Агульяро, Аґульяро (італ. Agugliaro, вен. Agujaro) — муніципалітет в Італії, у регіоні Венето, провінція Віченца.
Агульяро розташоване на відстані близько 390 км на північ від Рима, 60 км на захід від Венеції, 25 км на південь від Віченци.
Населення — 1414 осіб (2014).
Щорічний фестиваль відбувається 24 серпня. Покровитель — святий Варфоломій.

## Демографія
Населення за роками:

Станом на 1 січня 2023 року в муніципалітеті офіційно проживало 55 іноземців з 13 країн, серед них 23 громадяни країн Євросоюзу.

## Сусідні муніципалітети
- Альбеттоне
- Кампілья-дей-Беричі
- Лоццо-Атестіно
- Новента-Вічентіна
- Соссано
- Во'